# فرناندو سور
فرناندو سور (به اسپانیایی: Josep Ferran Sorts i Muntades) متولد بارسلون، نوازنده چیره‌دست گیتار کلاسیک اوایل قرن نوزدهم اسپانیایی بود.
وی هم عصر ناپلئون بناپارت بود و نهایتاً سر از فرانسه درآورد.